# Дејан Говедарица
Дејан Говедарица (Зрењанин, 2. октобар 1969) је бивши српски фудбалер. Играо је на позицији везног играча.

## Клупска каријера
Поникао у локалном тиму Раднички Сутјеска, а фудбалски се афирмисао у Пролетеру из Зрењанина за који је до преласка у ФК Војводину 1992. године одиграо 75 утакмица и постигао 16 голова. У Војводини је провео скоро четири пуне сезоне, тачније у зимском прелазном року 1996. године одлази у Волендам.
Одличне партије у Холандији донеле су му трансфер у италијански Лече, али је већ у наредном шампионату поново играо у земљи „лала и кломпи“. Најдубљи траг у холандском фудбалу оставио је у РКЦ Валвајку, за који је у четири године забележио 78 мечева и дао седам голова. Још две године је играо у истој земљи, за НЕЦ из Најмегена, одакле се 2004. вратио у Војводину.

## Репрезентација
За национални тим дебитовао је 23. децембра 1994, у мечу против тадашњих планетарних првака - Бразила (0:2). Укупно је одиграо 29 мечева у „дресу са најдражим грбом“ и два пута је био стрелац: у победи на гостовању Аргентини (3:2) 28. децембра 1996, и у чувеној утакмици са Шпанцима на Европском првенству 2000. године, коју смо изгубили са 4:3. Управо је елиминација са првенства Старог континента од Холандије означила и крај његових репрезентативних дана. Учесник Светског првенства у Француској 1998. и Европског првенства у Холандији и Белгији 2000. године.

## Тренерска каријера
После повлачења, био је члан стручног штаба младе репрезентације која је под вођством Мирослава Ђукића на Европском првенству 2007. године освојила друго место, а касније је самостално водио репрезентације Србије до 19 и 17 година.